# Storia dei leoni in Europa

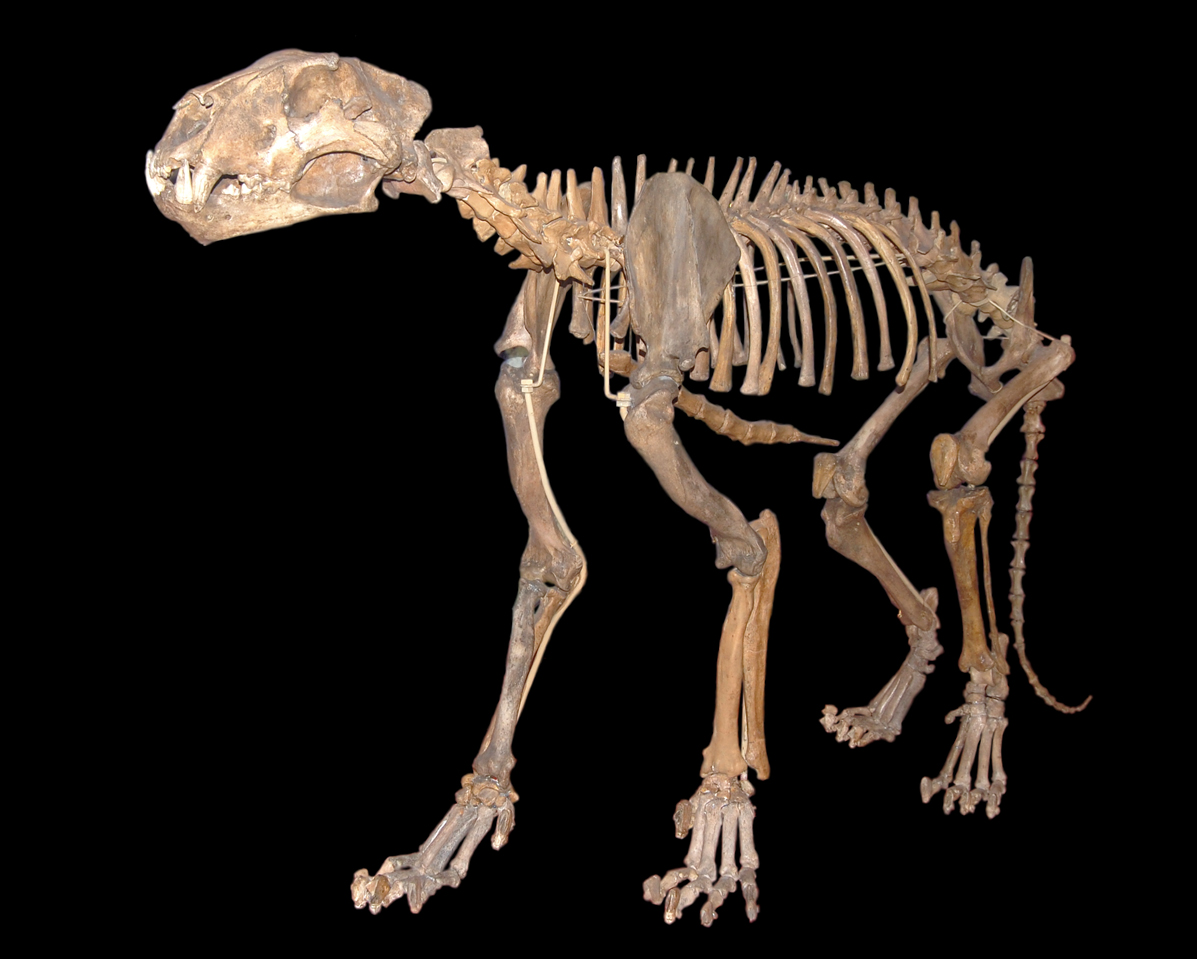
Scheletro di un leone delle caverne (P. spelaea) al Museo di storia naturale di Vienna.

La storia del leone in Europa fa parte della più ampia storia evolutiva del complesso delle specie di leone. La riscoperta e la conferma della loro presenza in Europa – già nota attraverso miti, testimonianze storiche e arte antica – è stata resa possibile dal ritrovamento di fossili di leone del Pleistocene, dell'Olocene e dell'antichità, rinvenuti in Europa a partire dall'inizio del XIX secolo.
I resti più antichi di leoni in Europa, attribuiti alla specie Panthera fossilis, risalgono a oltre 600 000 anni fa. Questa specie rappresenta uno dei felidi più grandi mai esistiti; si sarebbe in seguito evoluta nel leone delle caverne (Panthera spelaea), di dimensioni più contenute e paragonabili a quelle dei leoni odierni, ampiamente raffigurato nelle pitture rupestri paleolitiche europee. Resti di P. fossilis e P. spelaea sono stati ritrovati in tutto il continente. I leoni delle caverne si estinsero circa 14.000 anni fa, alla fine del Pleistocene. Durante il primo-medio Olocene, tra circa 8.000 e 6.000 anni fa, il leone moderno colonizzò l'Europa sud-orientale e alcune aree dell'Europa centrale e orientale, prima di estinguersi in Europa, probabilmente in epoca classica o, forse, non prima del Medioevo.
I leoni compaiono nella letteratura europea fin dai tempi dell'antica Grecia, come nell'Iliade o nel mito del leone di Nemea. Gli antichi Greci li raffigurarono anche nella scultura, come dimostrano la Porta dei Leoni di Micene e i leoni in pietra del santuario dell'isola di Delo, ancora oggi visibili.
Durante la Repubblica romana e il successivo Impero, l'impiego di leoni nei giochi gladiatori e negli spettacoli pubblici era molto apprezzata. In epoca medievale, leoni berberi del Nord Africa furono importati in Europa.

## Distribuzione
Rosso: resti di leone rinvenuti negli scavi archeologici

Arancione: località menzionate dagli autori greci antichi

### Fossili del Pleistocene
Si ritiene che i leoni si siano evoluti nell'Africa orientale attorno al limite tra Pliocene e Pleistocene, circa 2 milioni di anni fa. I resti più antichi di leoni in Eurasia risalgono a circa 1 milione di anni fa, mentre la loro diffusione in Europa è datata tra 700.000 e 600.000 anni fa. Questi fossili sono classificati come Panthera fossilis e Panthera (spelaea) fossilis. Alcuni esemplari raggiungevano in vita i 500 kg, rendendo Panthera fossilis uno dei felidi più grandi mai esistiti. Questo leone era diffuso in tutta Europa e in Asia, e diede origine al vero leone delle caverne (Panthera spelaea) del tardo Pleistocene, ancora di grandi dimensioni ma soggetto a una drastica riduzione corporea attorno a 50-45 000 anni fa. L'areale del leone delle caverne crollò attorno a 14 000 anni fa, e la sua estinzione si inserisce nel più ampio contesto delle estinzioni del tardo Pleistocene e del collasso della steppa dei mammut.

### Fossili dell'Olocene
Sebbene siano stati segnalati presunti resti di leoni delle caverne dell'inizio dell'Olocene in Italia, la loro datazione rimane incerta. I resti confermati più antichi di leoni moderni in Europa risalgono all'inizio dell'Olocene, circa 8 000-6 000 anni fa.
Un frammento di dente di leone neolitico risalente al Periodo Atlantico è stato ritrovato a Karanovo, in Bulgaria, e ha un'età stimata di 6.000 anni. In Grecia, i leoni comparvero intorno a 6.500-6.000 anni fa, come indicato da un osso dell'arto anteriore ritrovato a Filippi. Frammenti ossei di leoni moderni sono stati rinvenuti anche in Ungheria e nella regione del Mar Nero in Ucraina, datati tra 5 500 e 3 000 anni fa. Altri resti sono stati rinvenuti in Romania e nella Turchia europea.

### Areale storico diPanthera leo

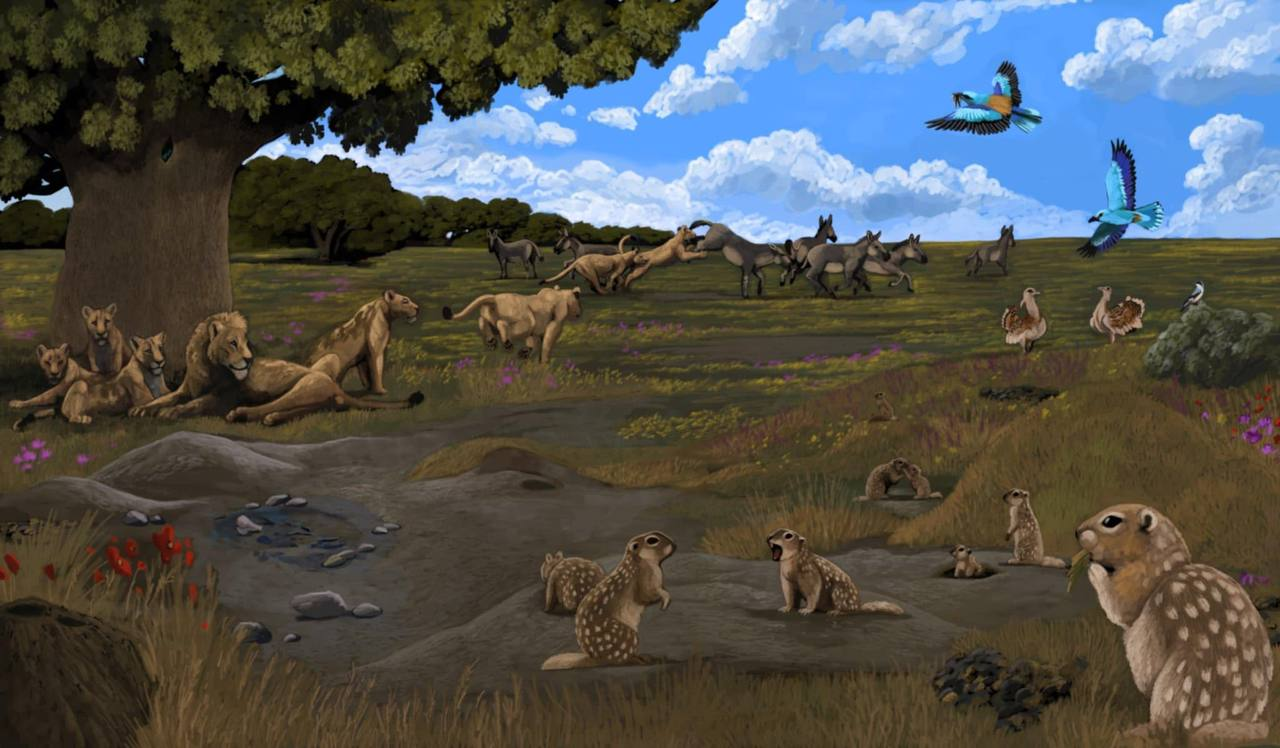
Scena della Pannonia nell'Olocene inferiore-medio, con, da sinistra a destra, leoni asiatici, asini selvatici europei, souslik della Pannonia, ghiandaie marine europee, otarde maggiori e un'averla cenerina.

Nel Sud-est dell'Europa, il leone moderno (Panthera leo) abitava parte della penisola balcanica e aree limitrofe, spingendosi a nord-ovest fino all'Ungheria e a est fino all'Ucraina durante il Neolitico. Sopravvisse in Bulgaria fino al IV o III secolo a.C. Attorno al 1000 a.C. si estinse nel Peloponneso. Scomparve dalla Macedonia nel I secolo d.C., dalla Tracia occidentale non prima del II secolo e dalla Tessaglia forse il IV secolo: Temistio lamentava che non fosse più possibile reperire leoni per gli spettacoli di belve. Alcuni autori sostengono che il leone sia sopravvissuto in Ucraina fino al pieno Medioevo, basandosi su un racconto del XII secolo del principe di Kiev Vladimir Monomaco, che avrebbe affrontato una «belva feroce» identificata da alcuni come un leone. Altri resti potenzialmente riferibili a Panthera leo sono stati segnalati nell'inizio dell'Olocene del nord della penisola iberica e dell'Italia settentrionale, tra cui la Cueva La Riera in Spagna e la Grotta all'Onda in Italia, ma la loro frammentarietà e cattiva datazione non permettono di distinguere con certezza se si tratti di leoni moderni o di leoni delle caverne.
Nel Caucaso meridionale (Transcaucasia), il leone era presente fino al X secolo. Il suo massimo areale storico copriva tutte le pianure e le colline pedemontane della Transcaucasia orientale, spingendosi a ovest fino a Tbilisi nell'attuale Georgia. A nord il suo areale si estendeva lungo il Caucaso orientale, dalla penisola di Apsheron fino alla foce del fiume Samur, vicino all'attuale confine tra Azerbaigian e Russia, raggiungendo il fiume Aras. Da lì, il confine del suo areale si piegava a est verso Erevan (Armenia), per poi estendersi a ovest fino alla Turchia.

## Nella cultura

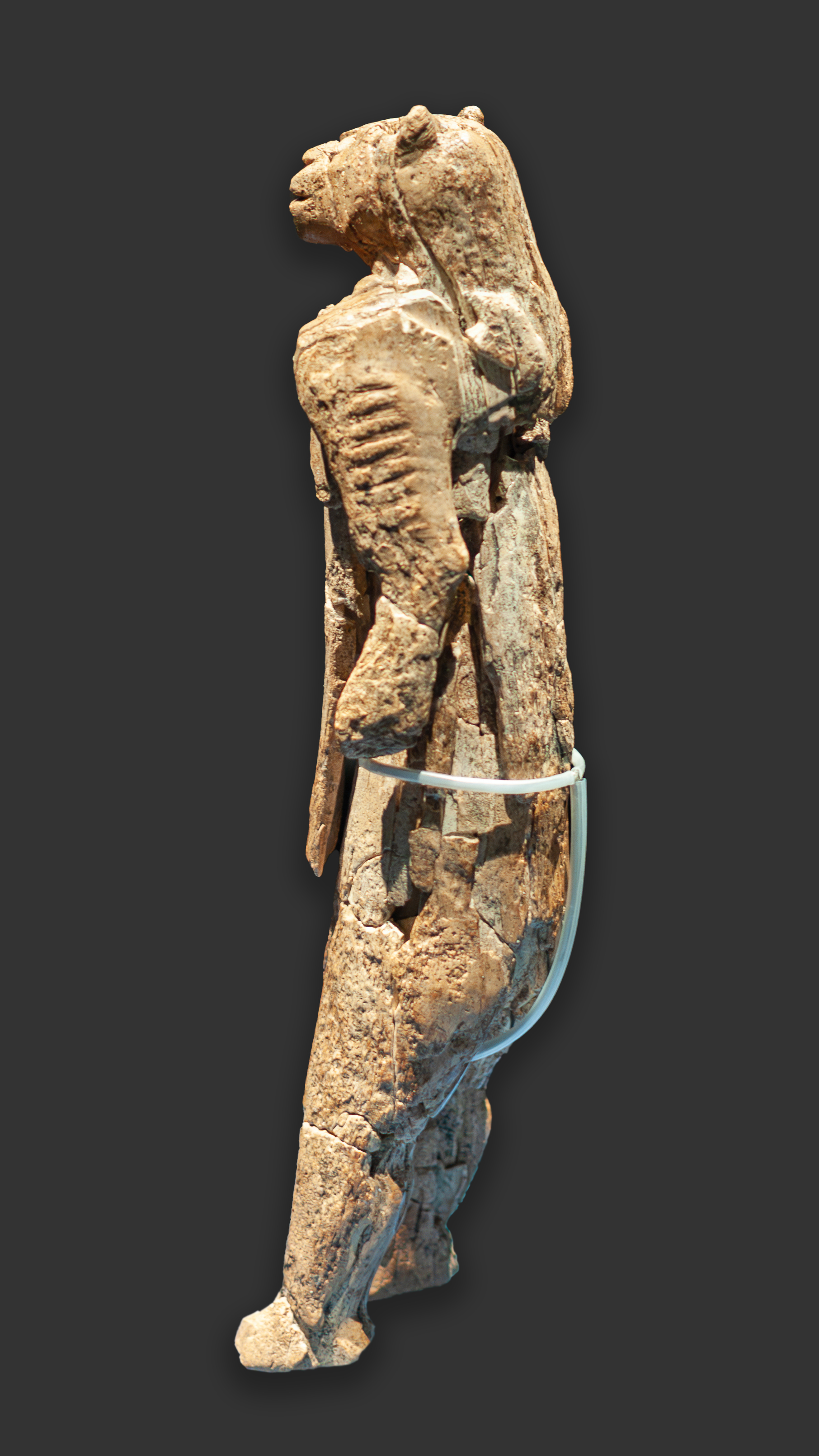
La statuetta antropomorfa del Löwenmensch (uomo-leone) rinvenuta in Germania è stata datata al Paleolitico superiore durante il Pleistocene, circa 35.000-40.000 anni fa.

I leoni delle caverne compaiono in alcune opere d'arte paleolitica, sebbene le raffigurazioni siano relativamente rare. Tra queste si annoverano pitture rupestri, incisioni e sculture, tra cui la celebre statuetta antropomorfa dell'«uomo-leone», con corpo umano e testa leonina.
I leoni sono presenti nella mitologia e nella letteratura dell'antica Grecia, come nel mito del leone di Nemea, ritenuto una creatura soprannaturale che abitava la città sacra di Nemea nel Peloponneso. Omero menziona i leoni 45 volte nei suoi poemi, sebbene ciò possa riflettere la sua esperienza dell'Asia Minore. Falaeco, tiranno di Amvrakia (oggi Arta), fu secondo la leggenda ucciso da una leonessa mentre teneva in braccio un cucciolo di leone trovato durante una battuta di caccia. Conone racconta il mito dell'origine del nome della città di Olinto: il figlio di Strimone, Olinto, sarebbe stato ucciso da un leone durante una caccia, attorno all'epoca della guerra di Troia. Erodoto afferma che i leoni vivevano tra i fiumi Acheloo e Nestos, e che erano numerosi tra Akanthos e Thermi. Quando Serse attraversò l'Echedoro nel 480 a.C., i cammelli del suo esercito furono attaccati dai leoni. Senofonte affermava, verso il 400 a.C., che i leoni venivano cacciati attorno al monte Kissos, al Pangeo, ai monti del Pindo e altrove. Aristotele, nel IV secolo a.C., fornì informazioni sulla distribuzione, il comportamento, la riproduzione e anche l'anatomia dei leoni. Secondo lui, i leoni erano più numerosi in Africa settentrionale che in Europa; talvolta si avvicinavano ai centri abitati e attaccavano le persone solo se anziani o con dentatura deteriorata. Plinio il Vecchio affermava che i leoni europei erano più forti di quelli della Siria e dell'Africa. Nel II secolo d.C., Pausania riferisce della presenza di leoni a est del fiume Nestos, nella zona di Abdera. Cita inoltre la leggenda di Polidamante di Scotussa, vincitore olimpico del V secolo a.C., che avrebbe ucciso un leone a mani nude sul monte Olimpo; e quella di Carano di Macedonia, che secondo i Macedoni eresse un trofeo poi distrutto da un leone sceso dal monte Olimpo.
I Romani utilizzavano leoni berberi del Nord Africa per le venationes (lotte con belve), e leoni provenienti dalla Grecia per i giochi gladiatori.

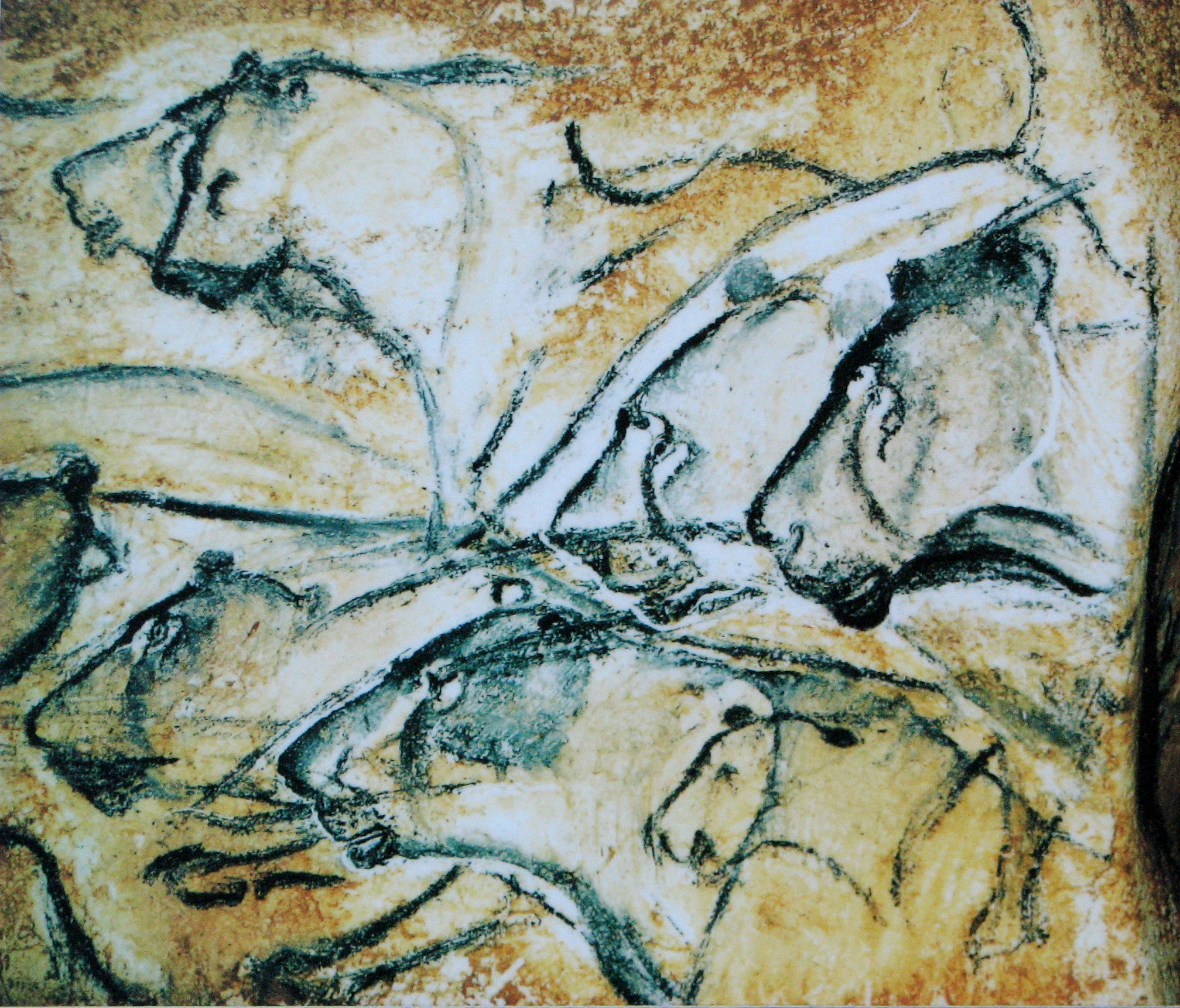
Dipinto rupestre del Paleolitico superiore raffigurante leoni delle caverne, rinvenuto nella grotta Chauvet, in Francia.
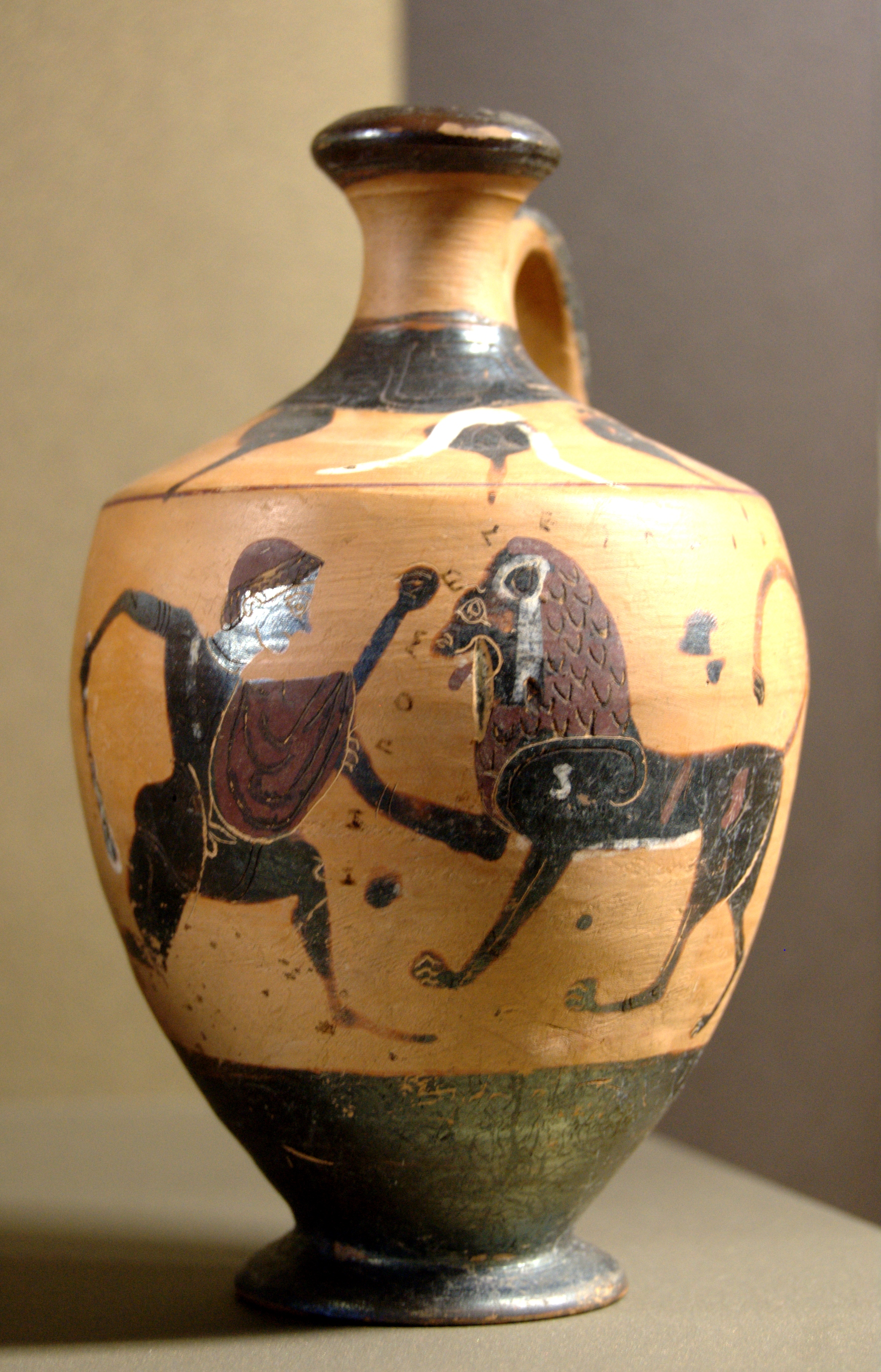
Eracle e il leone di Nemea, ca. 540 a.C., Beozia, Grecia.
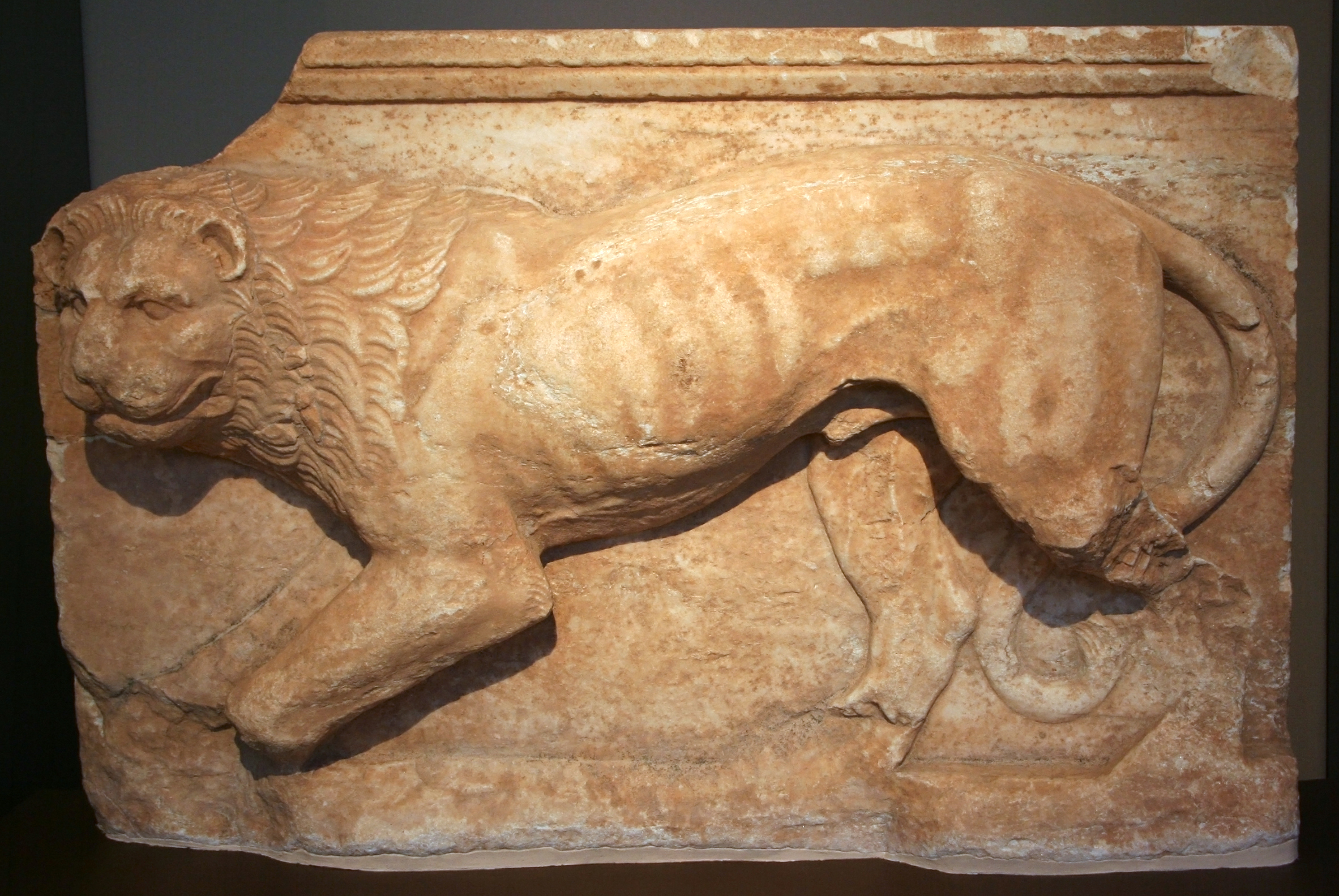
Scultura di leone, IV secolo a.C., Koropi, Grecia.
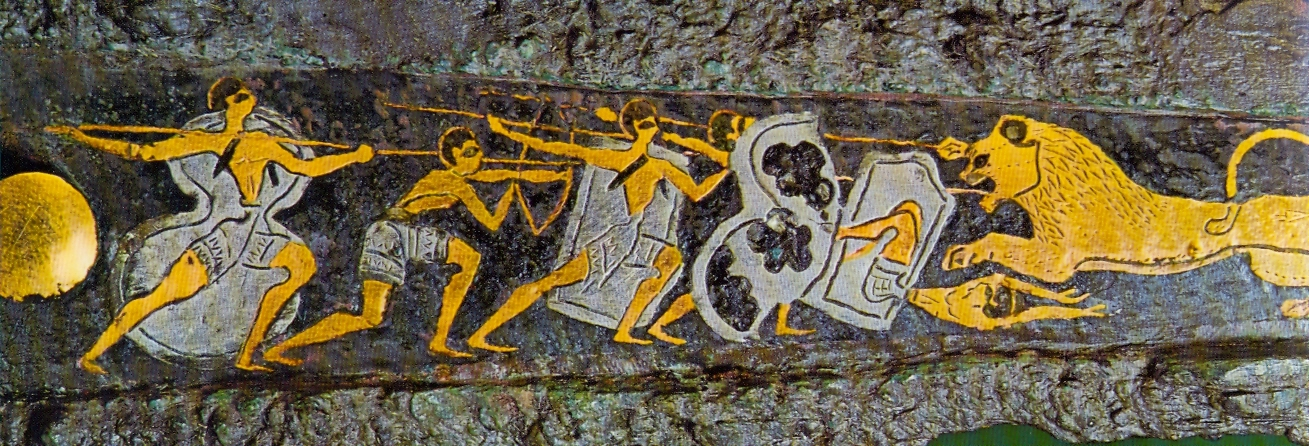
Raffigurazione di una scena di caccia su un pugnale rinvenuto a Micene, Grecia, XVI secolo a.C.
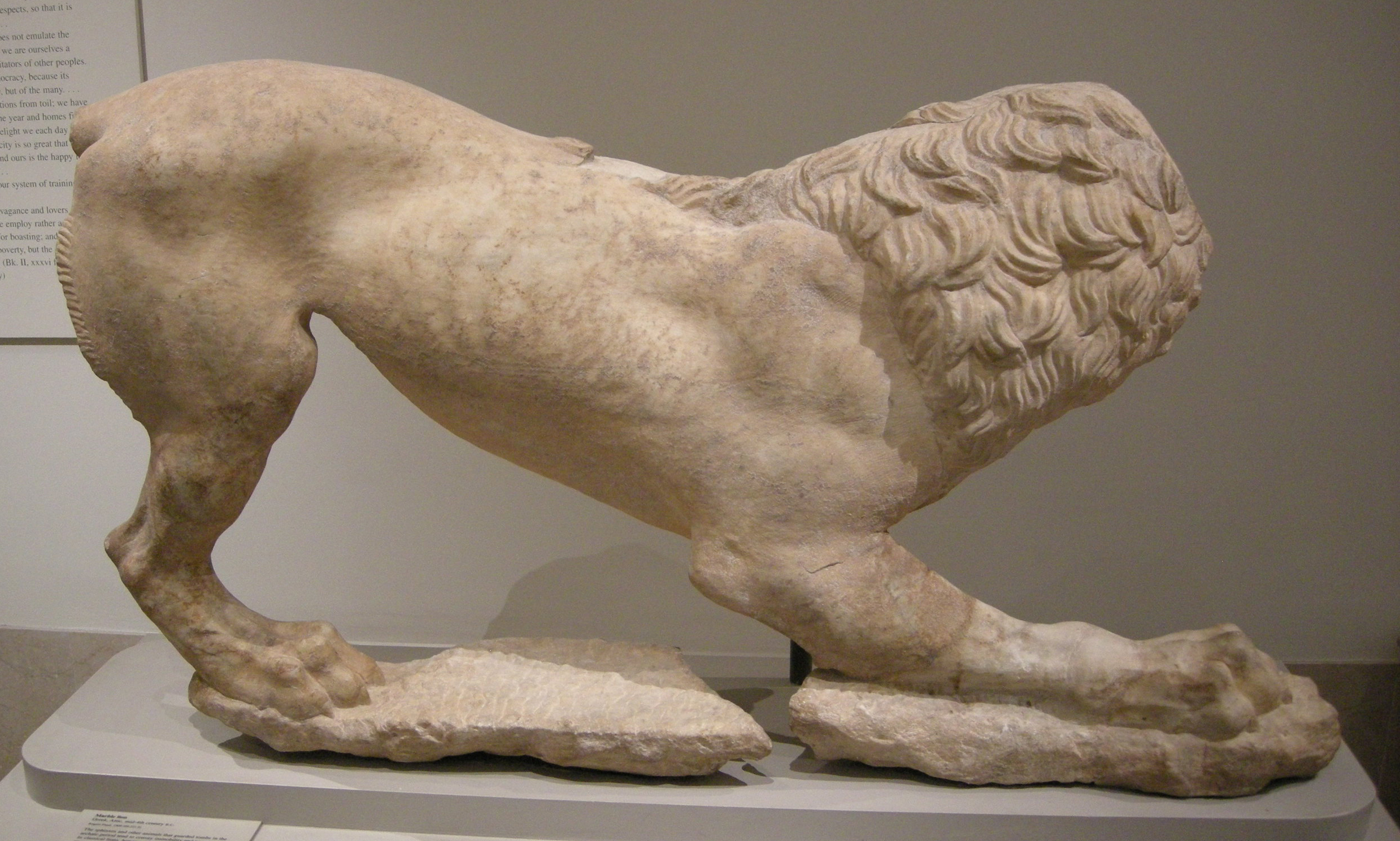
Leone in marmo proveniente dalla Grecia, metà del IV secolo a.C.
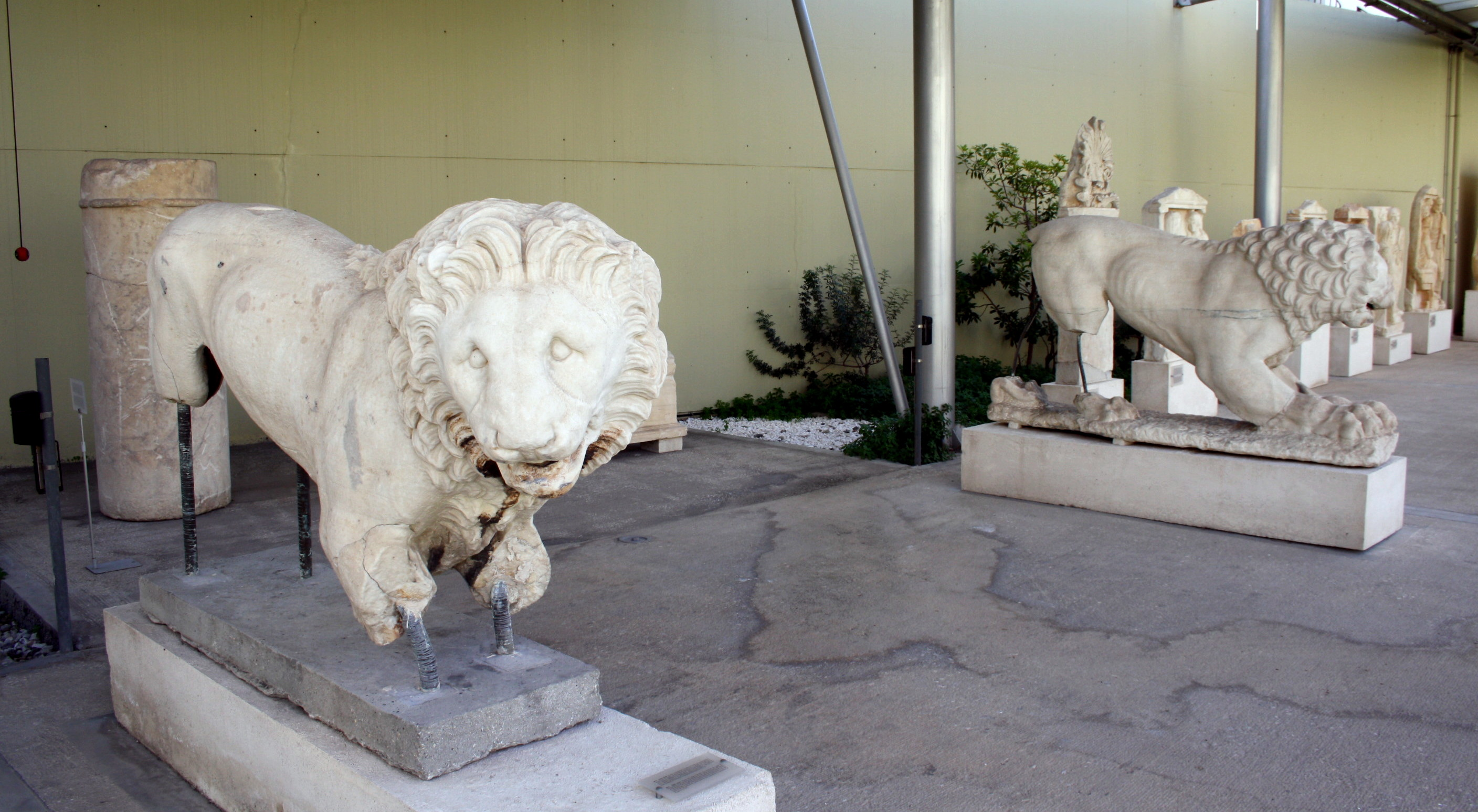
Raffigurazione di un leone del IV secolo a.C., Grecia.
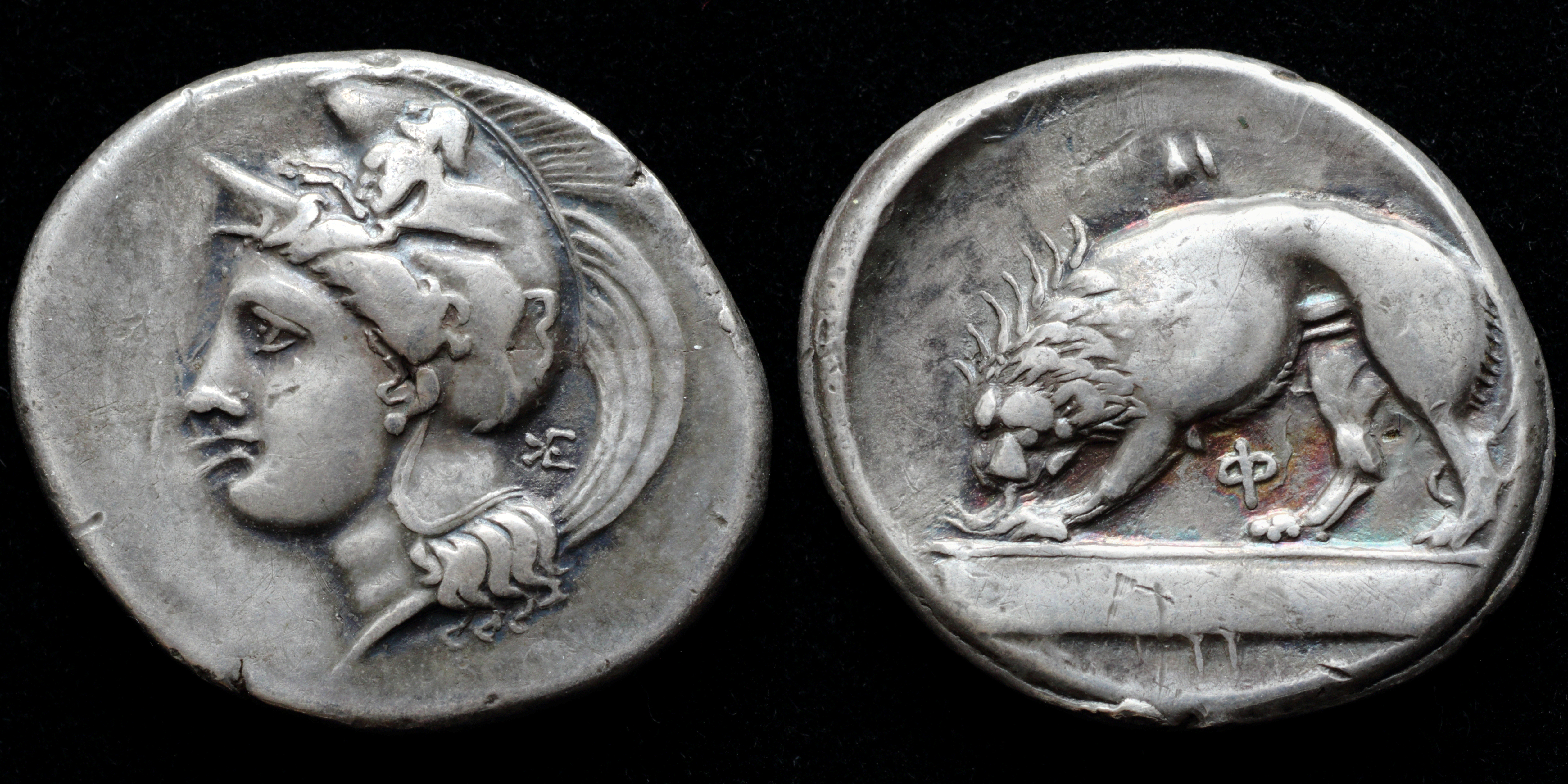
Statere d'argento coniato a Velia tra il 334 e il 300 a.C., raffigurante Atena con elmo frigio decorato con un centauro e un leone che divora una preda.
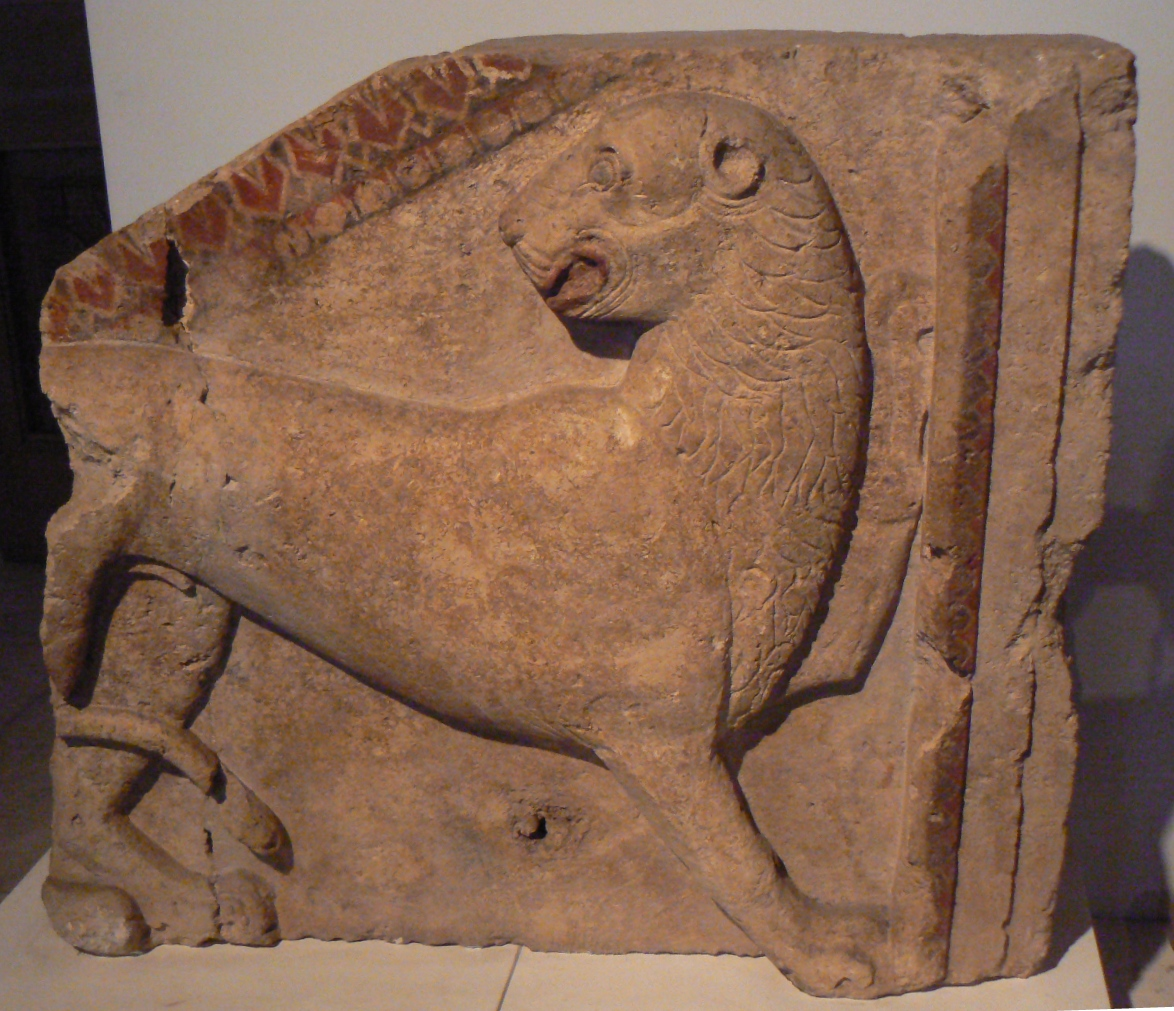
Rilievo in pietra raffigurante un leone con decorazioni policrome, Zhaba Mogila, Strelča, Bulgaria, V secolo a.C.
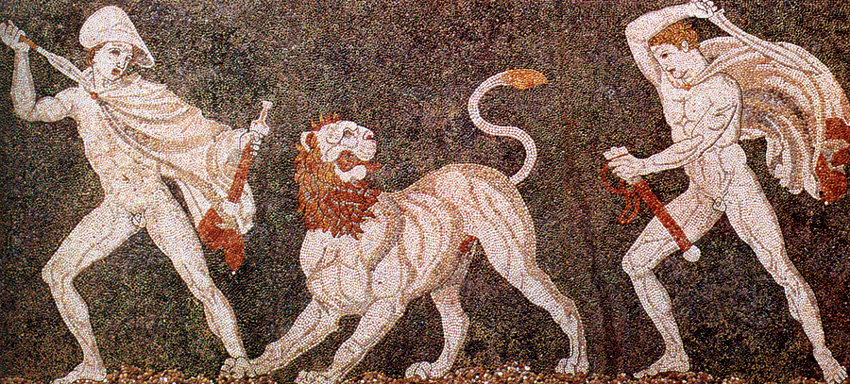
Mosaico proveniente da Pella (antica Macedonia), fine del IV secolo a.C., raffigurante Alessandro Magno e Cratero.